# 5693 (année hébraïque)
5693 (hébreu : ה'תרצ"ג, abbr. : תרצ"ג) est une année hébraïque qui a commencé à la veille au soir du 1er octobre 1932 et s'est finie le 20 septembre 1933. Cette année a compté 355 jours. Ce fut une année simple dans le cycle métonique, avec un seul mois de Adar. Ce fut la seconde année depuis la dernière année de chemitta.

## Calendrier
Ce calendrier hébraïque de l'année 5693 donne les correspondances avec les dates du calendrier grégorien.
Le premier nombre dans chaque case correspond au jour du mois hébraïque. Les jours en couleurs sont des jours remarquables juifs .
| ◄◄ | 5693 | ►► |

## Naissances
- Philip Roth

## Décès
- Haïm Arlozoroff
- Yossele Rosenblatt
- Hofetz Haïm

5688 - 5689 - 5690 - 5691 - 5692 - 5693 - 5694 - 5695 - 5696 - 5697 - 5698